# EXIT TUNES PRESENTS Vocalocluster feat.初音ミク
『EXIT TUNES PRESENTS Vocalocluster feat.初音ミク』（エグジット・チューンズ・プレゼンツ ボカロクラスタ フィーチャリング・はつねミク）は、2011年10月19日に発売された、初音ミクなどの音声合成ソフトをボーカルに用いた楽曲を集めたコンピレーション・アルバム。発売元はEXIT TUNES、販売元はポニーキャニオン。

## 概要
VOCALOIDエンジンを利用した音声合成ソフトを用いて制作された人気ボーカル曲を再マスタリング・高音質化、新曲、新バージョンのものと合わせ計18曲を収録している。アルバムのタイトルでは「feat.初音ミク」となっているが、MEIKO、KAITO、鏡音リン・レン、巡音ルカ、がくっぽいど（キャラクター名：神威がくぽ）、Megpoid（キャラクター名：GUMI）を用いた楽曲も収録されている。ジャケットイラストはかんざきひろが担当した。なお、かんざきひろは鼻そうめんP名義で本アルバム収録曲「The Endless Love」も提供している。
また、本CDでは前々作『Vocalonexus』以来となる隠しトラックが収録されている。

## 収録曲
1. 未来線
  - 1640mP（164×40mP） feat.初音ミク（作曲：164、作詞：40mP、編曲：1640mP）
    - 164と40mPの合作による書き下ろし曲。
2. Hello, Worker
  - KEI[1] feat.巡音ルカ（作曲・作詞：KEI）
3. ディストピア・ジパング
  - cosMo@暴走P feat.GUMI（作曲・作詞：cosMo）
4. ACUTE
  - 黒うさ feat.初音ミク、巡音ルカ、KAITO（作曲・作詞：黒うさ）
5. ReAct
  - 黒うさ feat.初音ミク、鏡音リン、鏡音レン（作曲・作詞：黒うさ）
    - 「ACUTE」（M4）の続編にあたる曲[2]。
6. 嗚呼、素晴らしきニャン生
  - Nem feat.GUMI、鏡音レン（作曲・作詞：Nem）
    - 小野恵令奈のシングル「えれにゃん」では小野恵令奈によるカバーバージョンは収録されている。
7. 東京テディベア
  - Neru feat.鏡音リン（作曲・作詞：Neru）
8. 骸骨楽団とリリア
  - トーマ feat.初音ミク（作曲・作詞：トーマ）
9. 影踏みエトランゼ
  - Substreet feat.初音ミク（作曲・作詞：Substreet）
10. BadBye
  - koma'n（こまん） feat.初音ミク（作曲・作詞：koma'n）
11. からくり卍ばーすと
  - ひとしずくP×やま△ feat.鏡音リン・レン（作曲：ひとしずくP・やま△ 作詞：ひとしずくP 編曲：やま△）
12. 魔女
  - すずきP feat.巡音ルカ（作曲：すずきP 作詞：リョータイ、すずきP）
13. 御手繋ぎ
  - otetsu feat.神威がくぽ（作曲・作詞：otetsu）
14. Arrest Rose
  - SCL Project(natsuP) feat. VanaN'Ice[3]（作曲・作詞：natsuP 編曲：natsuP&haku）
15. 夢現
  - Another Infinity[4] feat.初音ミク（作曲：Another Infinity 作詞：森永真由美）
16. PASSIONAIRE
  - yanagi feat.MEIKO（作曲・作詞：yanagi）
17. FLOWER TAIL
  - yuukiss feat.KAITO（作曲・作詞：yuukiss）
18. The Endless Love
  - HSP(鼻そうめんP) feat. 初音ミク（作曲：鼻そうめんP  作詞：yuiko）